# Напад на Собор Святої Неділі
Напад на Собор Святої Неділі (болг. Атентатът в църквата «Света Неделя») — подія, що сталась 16 квітня 1925 року в Соборі Святої Неділі на відспівуванні убитого 14 квітня того ж року генерала Константина Георгієва. Тоді групою лівих комуністів з Військової організації Болгарської комуністичної партії (БКП) було підготовлено вибух православного собору, що мав на меті знищення військово-політичної еліти режиму царя Бориса III.

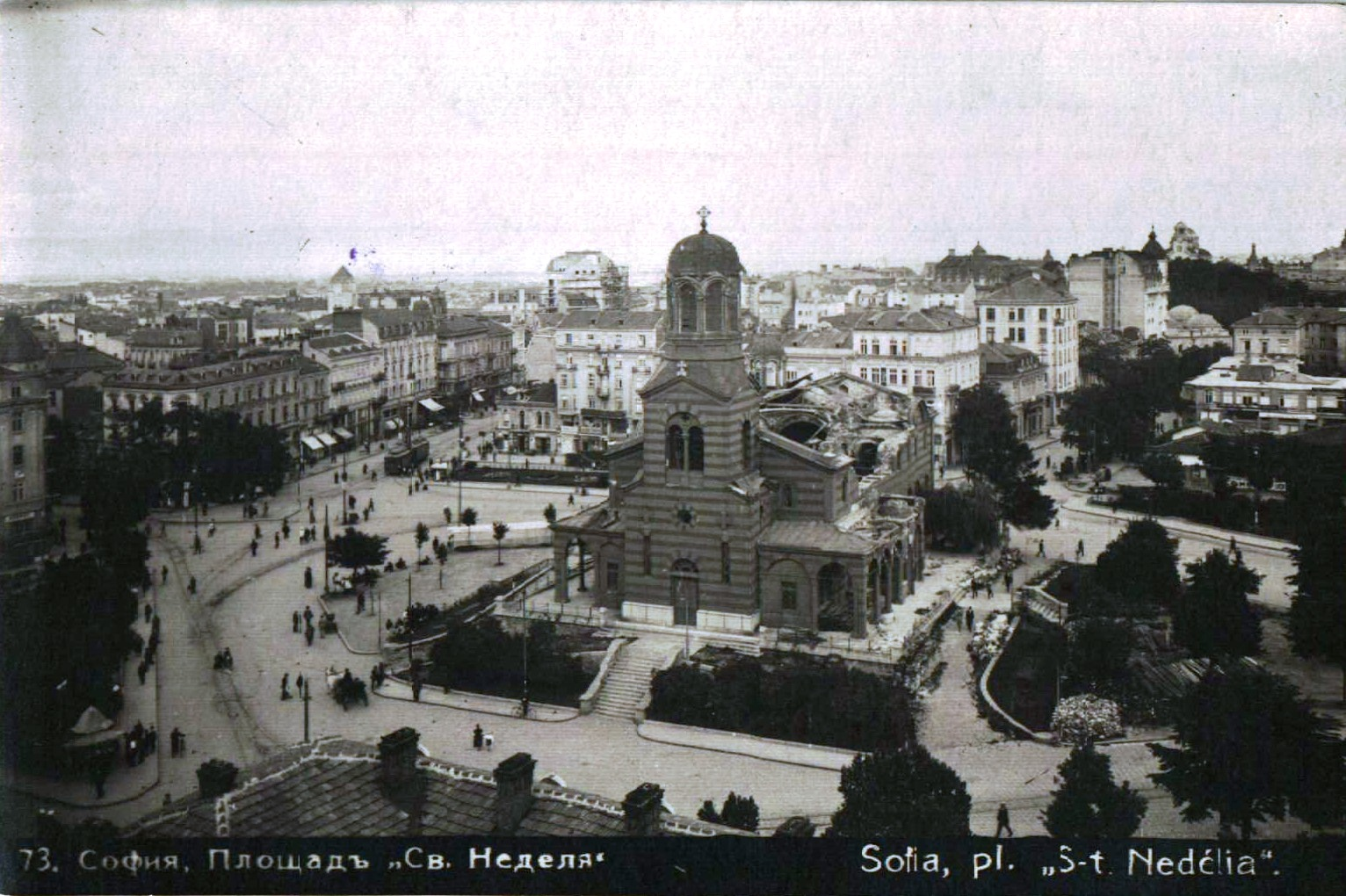
Собор Святої Неділі після вибуху

Унаслідок збройної акції на місці загинуло 134 осіб, разом із померлими від поранень — 213, й було поранено близько 500 осіб. У країні було запроваджено воєнний стан, що тривав майже до кінця року, та розгорнулись широкі репресії проти лівих та інших опозиціонерів.

## Передісторія
Після придушення Вересневого повстання БКП була поставлена поза законом, багато з її членів були ув'язнені або переслідувались, що змусило їх піти у підпілля. Керівники Георгій Димитров та Васил Коларов встигли виїхати з країни й перебували у Радянському Союзі, а в Болгарії в результаті заборони було заарештовано майже все керівництво компартії та багатьох її членів. За цих умов у лавах Військової організації БКП посилився вплив групи лівих комуністів, які й підготували акцію.
Керівники ВО БКП Димитр Хаджидимітров і Димитр Златарєв запропонували знищити директора поліції Владимира Начєва й кількох інших вищих чинів, відповідальних за білий терор. Їхню ідею активно підтримали Станке Димитров, секретар ЦК, який зв'язався з цього питання з Георгієм Димитровим та Василом Коларовим, однак ті не схвалили акцію, оскільки на їхню думку подібна акція мала бути тісно пов'язаною з народним повстанням, інакше вона приречена на провал.
Тим часом обстановка в країні погіршувалась: 11 лютого був заарештований та закатований до смерті активний діяч софійського відділення БКП Вилчо Іванов; 10 березня змінено Закон про захист держави, за яким уже не тільки членство в БКП каралось смертю, але й допомога чи переховування її членів; 26 березня був убитий Яко Доросієв, керівник оперативного відділу ВО БКП. Всі ці події змушують керівництво ВО БКП діяти навіть без схвалення Комінтерну.

## Здійснення вибуху
Через посилену охорону Владимира Начєва, стала ясною безперспективність нападу на директора поліції. Тоді було обрано іншу ціль: на відспівуванні депутата чинної партії «Демократически сговор» генерала Константина Георгієва в соборі Святої Неділі мали бути присутніми багато політичних діячів країни.
Заупокійна молитва була призначена на 16 квітня (Великий четвер). До цього дня за допомогою раніше завербованого ВО БКП священнослужителя, до собору було внесено 25 кілограмів вибухівки. Її було закладено під одну з несущих колон купола. О 7 ранку в собор прибув керівник операції Нікола Петров. Траурна хода увійшла до собору о 15 годині, службу проводив митрополит Стефан (майбутній екзарх). Однак сам цар Борис III був відсутнім — він перебував у Арабаконаку, де за два дні до цих подій на нього було здійснено напад анархістами.
Відповідно до плану операції, після початку служби було подано знак й о 15 годині 20 хвилин пролунав вибух, що зруйнував купол собору.
За наявними оцінками,існували прямі зв'язки між військовим керівництвом БКП і Радянським політичним відділом, який постачав їх грошима і зброєю. [1] За словами історика Стойчо Гранчарова "основні засоби підтримки та озброєння терористів, в тому числі для смертельного вибуху приходять з Комуністичного Інтернаціоналу.
Для БКП на допомогу в організації вибуху в "Святій неділі" в 1925 році з Радянського Союзу в Болгарію направлено військового спеціаліста з "Разведупа" Червоної Армії Михайла Малхазовича Чхеїдзе. За неповними даними через Чорне море з 1922 року по січень 1925 незаконним військовим організаціям БКП з ССР було переправлено: 800 гвинтівок, 500 револьверів, 500 гранат, 150 кг вибухових речовин. На цей момент у ще інших таємних складах було: 1600 гвинтівок, 200 револьверів, 25 гармат, 2000 ручних гранат і вибухівки.

## Жертви

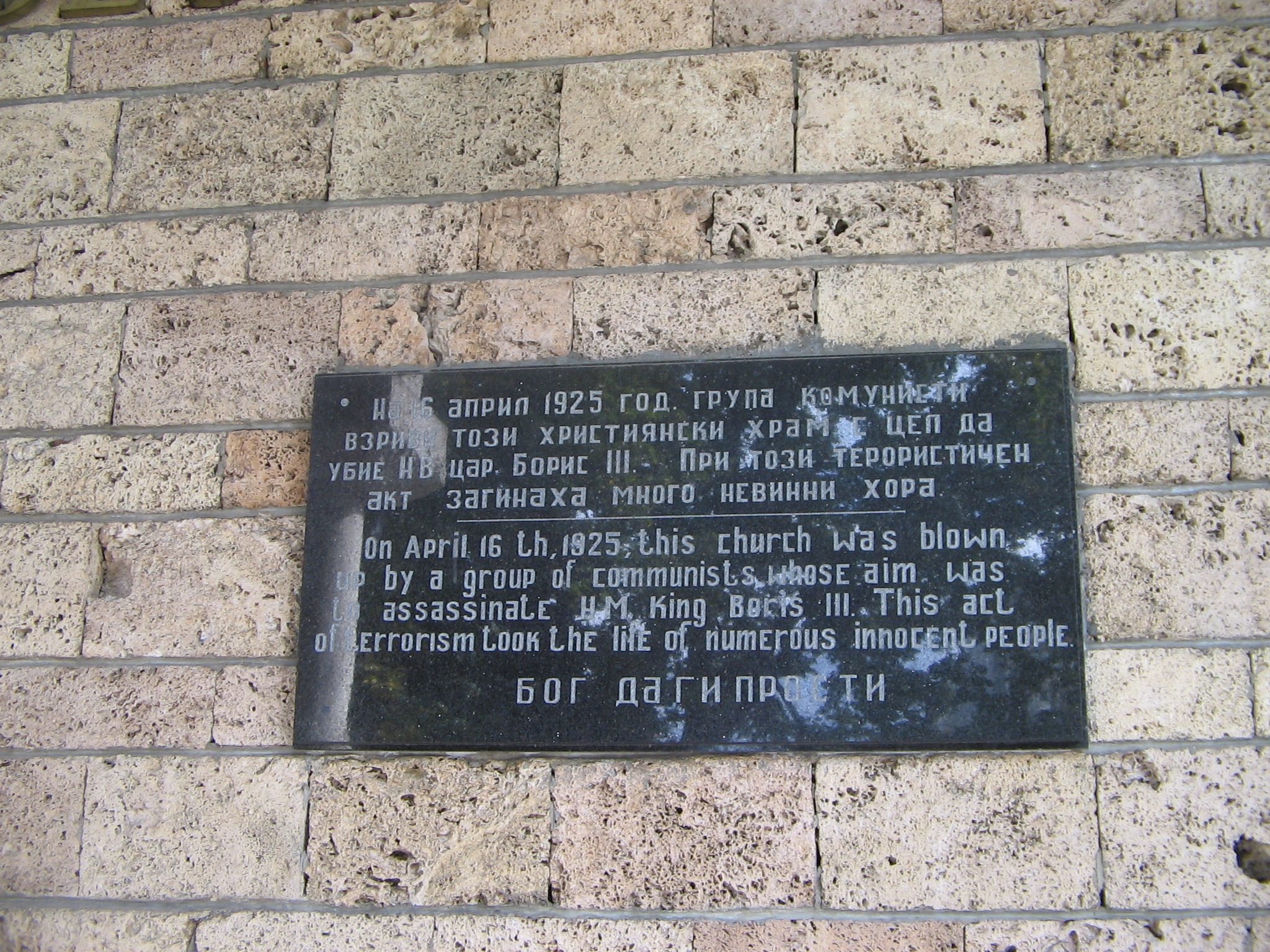
Пам'ятна дошка жертвам

На місці загинуло 134 осіб; включаючи померлих від поранень — 213 осіб, в тому числі 12 генералів (Стефан Нерезов (генерал від інфантерії, командувач Першою болгарською армією часів битви за Дойран), Калін Найденов (генерал-лейтенант, військовий міністр часів Першої світової війни), Кристю Златарев (генерал-лейтенант, командувач Одинадцятою македонською піхотною дивізією), Іван Стойков (генерал-майор), Павел Павлов (генерал-майор), Станчо Радойков, Іван Табаков (генерал-майор), Стоян Пушкаров (генерал-майор), Григор Кюркчієв (генерал-майор), Александр Давидов (генерал-майор), Петр Лолов (генерал-майор)), 15 полковників, 7 підполковників, 3 майори, 9 капітанів, 3 депутати, ще 500 чоловік було поранено.

## Наслідки
ЦК БКП засудив напад, як «необдумані дії, згубні для антифашистського руху». Увечері 16 квітня владою було оголошено військовий стан.
Почались масові облави, під час яких було вбито керівників ВО БКП Янкова та Мінкова. Решта членів ВО були заарештовані, тільки трьом учасникам нападу на собор вдалось утекти до Радянського Союзу.
З 1 до 11 травня в Софії тривав суд над членами ВО БКП, результатом якого стали смертні вироки, в тому числі для підполковника Георгія Коєва, у якого переховувались убитий під час арешту Іван Мінков та Марко Фрідман. Станке Димитров, Петр Абаджиєв, Димитр Гринчаров, Нікола Петріні та Христо Косовскі були засуджені до страти заочно (троє останніх були вбиті до кінця того ж тижня).
Найбільш високопоставленим зі звинувачених був Марко Фрідман, який заперечував причетність БКП до нападу. Військовий стан було скасовано тільки 24 жовтня 1925 року.